# واسیلیس استپانوفس
واسیلیس استپانوفس (روسی: Василий Матвеевич Степанов؛ ۱۹۲۷ – ۸ آوریل ۲۰۱۱) وزنه‌بردار لتونیایی‌تبار اهل شوروی بود.
وی در مسابقات کشوری و بین‌المللی در مجموع برندهٔ ۱ مدال طلا، ۲ مدال نقره شده‌است.